# Paulinho McLaren
Paulinho McLaren, właśc. Paulo César Vieira Rosa (ur. 28 września 1963 w Igaraçu do Tietê) – piłkarz brazylijski, występujący podczas kariery na pozycji napastnika.

## Kariera klubowa
Karierę piłkarską Paulinho McLaren rozpoczął w klubie União Bandeirante FC w 1982. W latach 80. występował m.in. w Athletico Paranaense i Figueirense FC. Przełomem w jego karierze był transfer do Santosu FC w 1989. W lidze brazylijskiej zadebiutował 17 września 1989 w przegranym 1-2 meczu z CR Vasco da Gama.
W barwach Santosu Paulinho z 13 bramkami był królem strzelców ligi brazylijskiej w 1991. W 1992 Paulinho wyjechał do portugalskiego FC Porto. W lidze portugalskiej Paulinho zadebiutował 30 sierpnia 1992 w wygranym 1-0 meczu z GD Estoril Praia. Z Porto Paulinho zdobył mistrzostwo Portugalii i Superpuchar Portugalii w 1993. Mały był udział w tych sukcesach, który miał problemy z wywalczeniem miejsca w składzie i dlatego 1993 zdecydował się powrócić do Brazylii, zostając zawodnikiem SC Internacional.
Z Internacionalem zdobył mistrzostwo stanu Rio Grande do Sul – Campeonato Gaúcho w 1994. W latach 1994–1995 występował w Portuguesy z São Paulo. W barwach Lusy Paulinho z 15 bramkami był królem strzelców ligi stanowej. W latach 1995–1996 Paulinho występował w Cruzeiro EC. W 1996 występował w Japonii w Bellmare Hiratsuka.
W 1997 był zawodnikiem Fluminense FC, z którym spadł z ligi. W barwach Flu 8 listopada 1997 w przegranym 0-2 meczu z Grêmio Porto Alegre Paulinho McLaren wystąpił po raz ostatni w lidze brazylijskiej. Ogółem w latach 1989–1997 wystąpił w lidze w 153 meczach, w których strzelił 69 bramek. Karierę zakończył w Santa Cruz Recife w 1999.

## Kariera trenerska
Po zakończeniu kariery piłkarskiej Paulinho został trenerem. Karierę trenerską rozpoczął w Rio Claro FC w 2008.